# Sterling (Colorado)
Sterling é uma cidade localizada no estado americano do Colorado, no Condado de Logan.

## Demografia
Segundo o censo americano de 2000, a sua população era de 11.360 habitantes.
Em 2006, foi estimada uma população de 12.581, um aumento de 1221 (10.7%).

## Geografia
De acordo com o United States Census Bureau tem uma área de
17,8 km², dos quais 17,8 km² cobertos por terra e 0,0 km² cobertos por água.

## Localidades na vizinhança
O diagrama seguinte representa as localidades num raio de 40 km ao redor de Sterling.